# Тояко
Тояко (яп. 洞爺湖町 То:яко-тё:) — посёлок в Японии, находящийся в уезде Абута округа Ибури губернаторства Хоккайдо. Площадь посёлка составляет 180,54 км², население — 9615 человек (30 июня 2014), плотность населения — 53,26 чел./км².

## Географическое положение
Посёлок расположен на острове Хоккайдо в губернаторстве Хоккайдо. С ним граничат город Дате, посёлки Собецу, Тоёура и сёла Маккари, Русуцу.

## Население
Население посёлка составляет 9615 человек (30 июня 2014), а плотность — 53,26 чел./км². Изменение численности населения с 1980 по 2005 годы:
| 1980 | 14 401 чел. |  |
| 1985 | 13 749 чел. |  |
| 1990 | 13 113 чел. |  |
| 1995 | 12 805 чел. |  |
| 2000 | 10 622 чел. |  |
| 2005 | 11 343 чел. |  |

## Символика
Деревом посёлка считается сакура, цветком — Viola mandshurica.